# Anders Sjölund
Jonas Anders Signar Sjölund, född 20 november 1948 i Nordmaling, är en svensk politiker (moderat). Han var ordinarie riksdagsledamot 1998–2002 (även tjänstgörande ersättare 2004), invald för Västerbottens läns valkrets.
I valet 1998 fick Sjölund sin riksdagsplats genom att få fler personvalsröster än den sittande moderaten Ulla Löfgren, med 13,64 procent mot 11,02 procent. I valet 2002 var förhållandet det omvända, och det var Löfgren som tog tillbaka riksdagsplatsen genom att hon fick fler personvalsröster än Sjölund.
I riksdagen var han suppleant i lagutskottet, näringsutskottet, trafikutskottet och utbildningsutskottet. Han var tjänstgörande ersättare i riksdagen i september–oktober 2004.